# Orbikulární textura
Orbikulární textura, nazývaná také orbikula, orbikulární struktura či kulovitá/okrouhlá textura, je převážně geologický termín pro oválné útvary vyskytující se v různých typech magmatických hornin. Nejčastěji bývají v granitech (žula), syenitech či dioritech. Vnitřní struktura je charakterizovaná střídáním soustředných vrstev různého minerálního složení a barvy. Vytvářejí vzhledově zajímavou a vzácnou strukturu kamene.
Přeneseně se termín používá také v jiných odvětvích.

## Další informace
Názory na geologický vznik orbikulární textury se různí. Obecně vznikají nějakou formou koncentrické krystalizace magmatu v zemské kůře. Vyskytují se po celé Zemi avšak jsou poměrně vzácné. Nejhojnější výskyt orbikul je ve Finsku. V Česku byl orbikulární granitoid nalezen jen v pohoří Český masív u Muckova (Černá v Pošumaví, okres Český Krumlov).

## Galerie

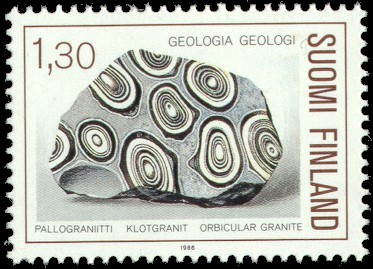
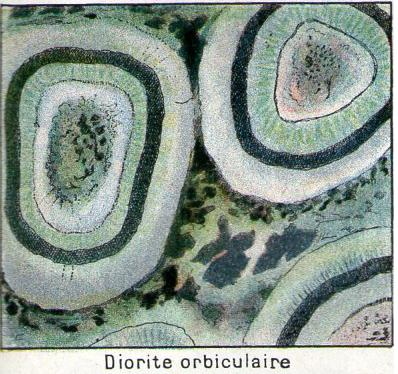
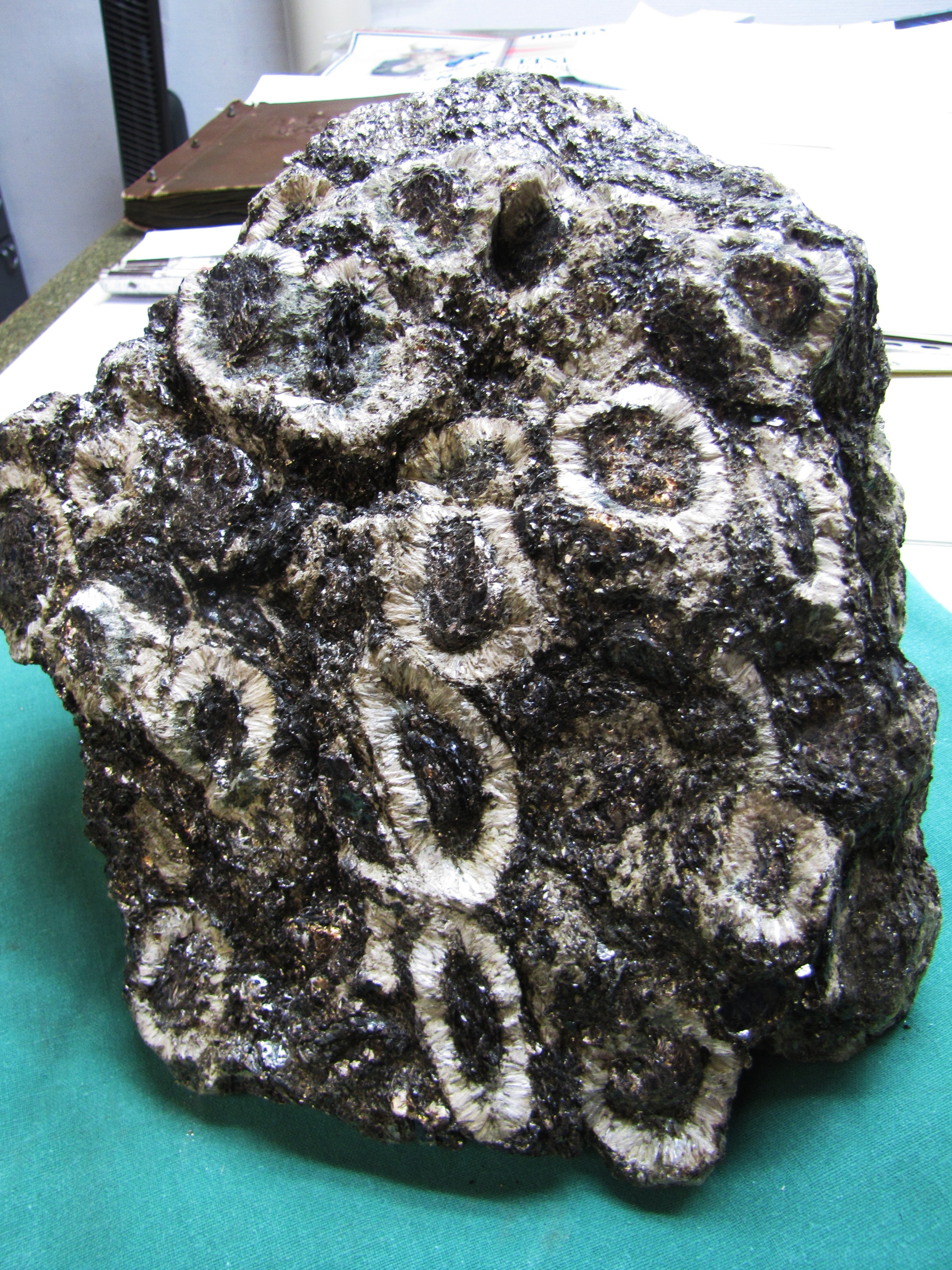
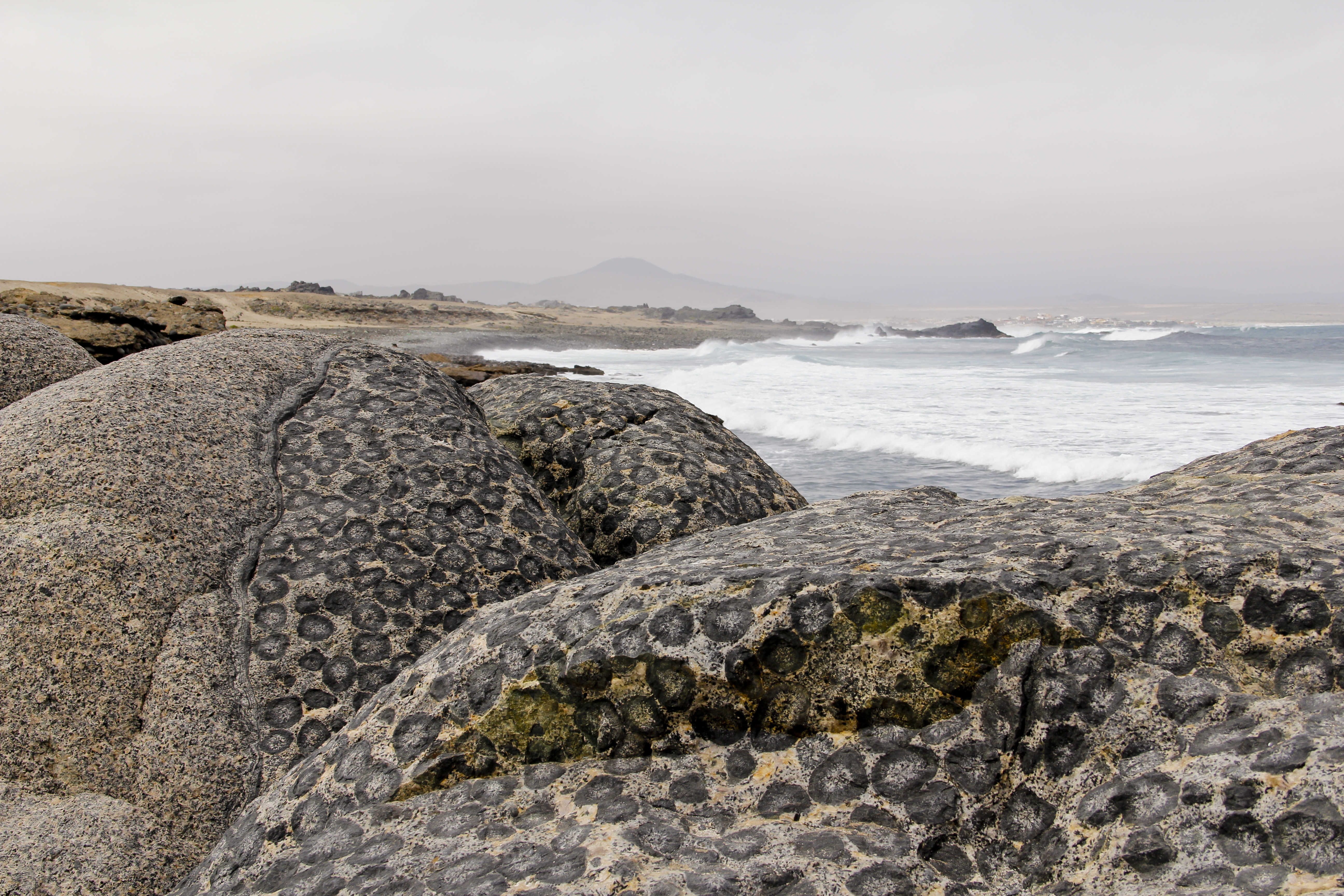